# Artiom Smoliar
Artem Hryhorovytch Smoliar (en ukrainien : Артем Григорович Смоляр) est un joueur ukrainen de volley-ball né le 14 février 1985. Il mesure 2,09 m et joue central.

## Clubs
| Club                               | De        | À         |
| ---------------------------------- | --------- | --------- |
| Bourevisnyk Tchernihiv             | 2005-2006 | 2005-2006 |
| Lokomotiv Belgorod                 | 2006-2007 | 2006-2007 |
| Metalloinvest Stary Oskol          | 2007-2008 | 2008-2009 |
| Lokomotiv Belgorod                 | 2009-2010 | 2010-2011 |
| Lokomotiv-Izoumroud Iekaterinbourg | 2011-2012 | 2011-2012 |
| Gazprom-Iourga Sourgout            | 2012-2013 | ...       |

## Palmarès
- Supercoupe de Russie
  - Perdant : 2010